# Gabarit Freycinet
Pour les articles homonymes, voir Gabarit et Freycinet.

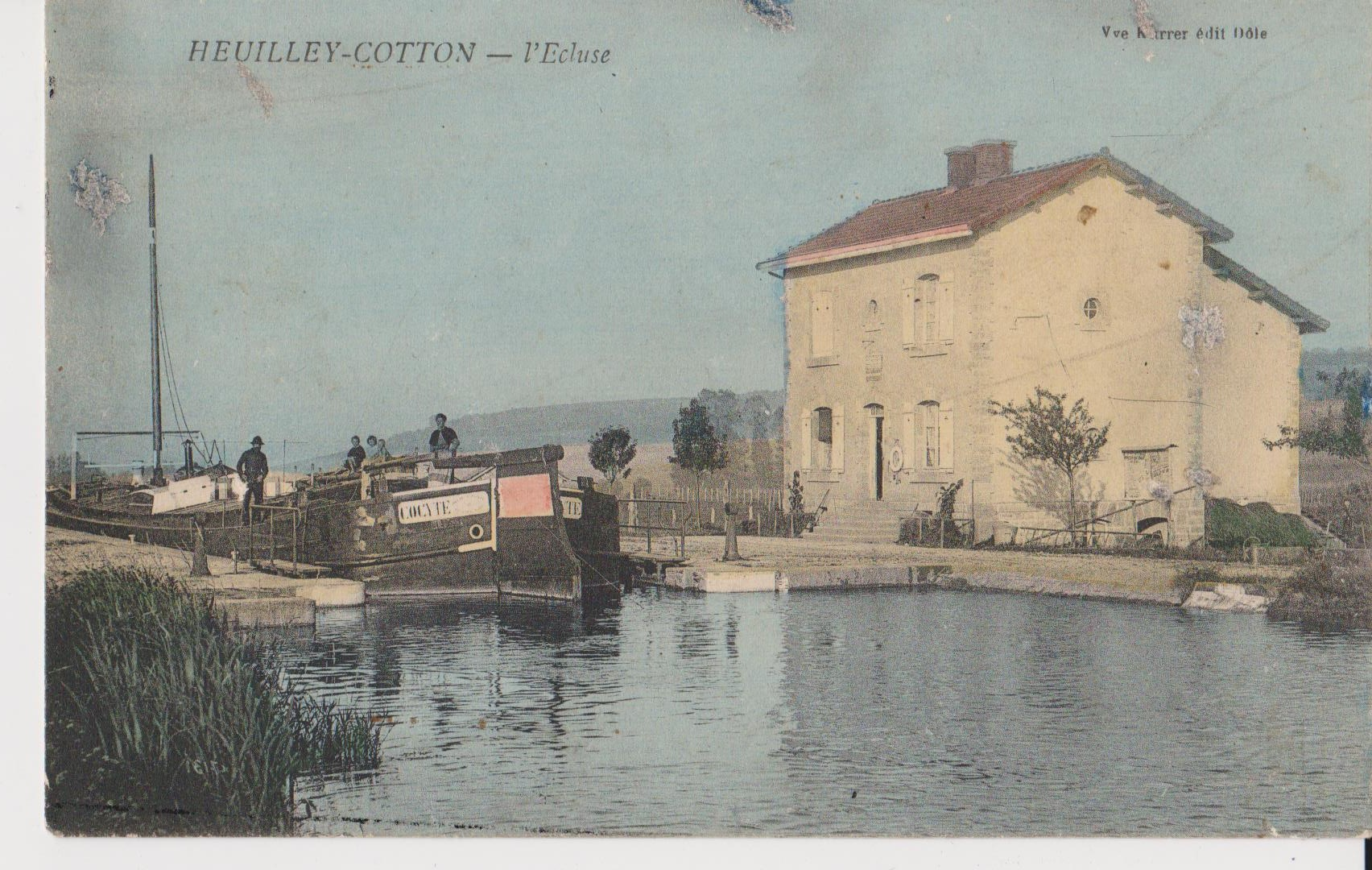
Heuilley-Cotton, l'écluse, le bateau Cocyte

Le gabarit Freycinet est une norme européenne régissant la dimension des écluses de certains canaux, mise en place par une loi du programme de Charles de Freycinet datant du 5 août 1879,.

## Historique
La norme portait la dimension des sas d'écluse à 39 m de long pour 5,20 m de large, afin qu'elles soient franchissables par des péniches de 300 t ou 350 t avec 1,80 à 2,20 m de tirant d'eau. 
En conséquence, les bateaux au gabarit Freycinet ne doivent pas dépasser 38,5 m sur 5,05 m. On parle ainsi de bateaux ou de péniches Freycinet.
À la suite de cette norme, de nombreux travaux ont été engagés à la fin du XIXe et au début du XXe siècle pour moderniser les canaux, les écluses et harmoniser la navigation fluviale. 
Le gabarit Freycinet reprend la largeur du gabarit Becquey qui fit construire l'essentiel du réseau fluvial dans les années 1820-1840, mais en augmente la longueur des écluses anciennement à 30,40 m.
Le gabarit Freycinet correspond maintenant au gabarit européen de classe I. En 2001, en France, 5 800 km de voies fluviales s'y conforment, et 23 % du trafic fluvial y transite.
Les péniches dites « à grand gabarit » sont aujourd'hui typiquement de 2 500 tonnes (gabarit de classe V dit "grand Rhénan", 11,40 m de large).